# Revisione (ordinamento penale italiano)
La revisione, nel processo penale italiano, è un mezzo di impugnazione straordinario esperibile avverso ai provvedimenti di condanna passati in giudicato.

## Collocazione
È questione di ampio dibattito, specialmente nel ramo penale, di quale sia l'esatta o quantomeno più opportuna collocazione di questo particolare istituto. Il codice di procedura penale lo pone ad esempio nel titolo 9° relativo alle impugnazioni. Anche vari autori, anche manualistici, ritengono la revisione come una impugnazione straordinaria.
Non è di questo avviso altra dottrina, come Cordero, che critica la collocazione adottata dal Legislatore e ritiene in realtà la revisione una tipica azione di annullamento strettamente relativa al giudicato e ai suoi effetti, più che un'effettiva impugnazione, sostenendo che quest'ultima opera comunque nella parte endoprocessuale di una determinata questione entro certi limiti temporali e di prescrizione, mentre la revisione ha ad oggetto una cosa già giudicata e non impugnabile. Lo stesso Cordero nelle sue opere la definisce tuttavia formalmente "impugnazione eccezionale".

## Diritto processuale penale
Nel ramo penalistico la revisione è prevista dall'art.629 e seguenti:
(Art. 629 - Condanne soggette a revisione.)
Tra le motivazioni che possono portare ad una revisione vi sono i motivi elencati dall'art.630. L'organo competente è la Corte d'Appello.
Che si voglia considerare la revisione un'impugnazione o meno, è di fatto uno strumento offerto dall'ordinamento al condannato per poter far fronte a sentenze ingiuste passate in giudicato. L'unico che può proporre una domanda di revisione è il condannato o chi agisce nel suo interesse, come i congiunti o il Procuratore Generale. L'unica domanda che si può chiedere è il proscioglimento, non anche diminuzioni di pena o sconti, giacché questo istituto mira essenzialmente a correggere decisioni vistosamente errate. Organo competente per la revisione è la Corte d'Appello, ex art.633 c.p.p.
Se considerata impugnazione, non è né devolutiva in quanto non rimette il giudizio dinanzi ad un organo superiore, bensì ad uno ben individuato, la Corte d'Appello a prescindere, né tantomeno sospensiva, in quanto il giudicante non è tenuto a disporre la sospensione dell'esecuzione della pena, potendolo fare a propria discrezione in qualsiasi momento se ritiene opportuno.
La revisione può essere richiesta soltanto per motivi tassativamente previsti dalla legge e in virtù di elementi concreti ed evidenti che abbiano la capacità di far prosciogliere chi ne fa richiesta. Questo aspetto distacca nettamente la revisione dalla possibilità che la si possa considerare una sorta di bis in idem, vietato dallo stesso ordinamento: in realtà il bis in idem è vietato per evitare la reiterata persecuzione penale di un soggetto già giudicato, specialmente se assolto. In questo caso la situazione è completamente ribaltata in quanto è lo stesso soggetto a chiedere - non un nuovo giudizio (sarebbe impossibile) o tantomeno una reiterata persecuzione, ma - lo stravolgimento della sentenza di condanna compromessa da un errore nei precedenti giudizi.
A dire il vero un peggioramento è previsto, ma per una causa del tutto eccezionale: quando cioè, ai sensi della legge 15 marzo 1991 n.82, un soggetto abbia ottenuto attenuanti o agevolazioni per collaborazioni con la Giustizia per questioni di terrorismo o criminalità organizzata, mentendo o rendendo dichiarazioni reticenti, nonché quando sia stato ritenuto autore di un reato entro i 10 anni successivi per i quali è previsto l'arresto in flagranza obbligatorio.

### Motivi
I motivi per richiedere la revisione sono elencati dall'art.630 c.p.p.:
a) se i fatti stabiliti a fondamento della sentenza o del decreto penale di condanna non possono conciliarsi con quelli stabiliti in un'altra sentenza penale irrevocabile del giudice ordinario o di un giudice speciale;
b) se la sentenza o il decreto penale di condanna hanno ritenuto la sussistenza del reato a carico del condannato in conseguenza di una sentenza del giudice civile o amministrativo, successivamente revocata, che abbia deciso una delle questioni pregiudiziali previste dall'articolo 3 ovvero una delle questioni previste dall'articolo 479;
c) se dopo la condanna sono sopravvenute o si scoprono nuove prove che, sole o unite a quelle già valutate, dimostrano che il condannato deve essere prosciolto a norma dell'articolo 631;
d) se è dimostrato che la condanna venne pronunciata in conseguenza di falsità in atti o in giudizio o di un altro fatto previsto dalla legge come reato.»
(Art. 630 - Casi di revisione.)

### Sentenza
Il giudice di revisione è fortemente limitato nel provvedimento, in quanto o deve dichiarare inammissibile la richiesta o accoglierla. Non può accogliere valutando esclusivamente le prove già acquisite nel giudizio precedente. In caso di accoglimento, annulla la sentenza in questione e fissa una riparazione ex art. 643 per il mal giudicato.
In caso di rigetto, conferma la sentenza e condanna il richiedente alle spese processuali.
In seguito al nuovo codice di procedura penale del 1988 e alla sentenza in Cassazione e in Corte costituzionale sulla revisione del caso Carlotto, è stato stabilito che è considerabile "fatto nuovo" e quindi prova non valutata non solo una prova prima non presentata, ma anche un fatto già presente agli atti ma non adeguatamente valutato.

## La revisione dopo una sentenza della Corte europea dei diritti dell'uomo
Il Comitato dei ministri del Consiglio d'Europa il 19 gennaio 2000 emanò la raccomandazione n. R (2000) 2 sul riesame o la riapertura di certi casi a livello nazionale a seguito di sentenze della Corte europea dei diritti dell'uomo; in varie circostanze (Risoluzione Interinale (99) 258 del 15 aprile 1999, Risoluzione Interinale ResDH (2002) 30 del 19 febbraio 2002 e Risoluzione Interinale ResDH(2004) 13 del 10 febbraio 2004) il Comitato lamentò poi l'impossibilità che in Italia non fosse possibile la riapertura di procedimenti giudiziari a seguito di violazioni della Convenzione europea dei diritti dell'uomo (a fronte di almeno due accertamenti di violazioni procedurali della Convenzione, operati dalla medesima Corte europea nei casi Dorigo e F.C.B.).
In seguito all'inerzia del legislatore ad accogliere questi solleciti del Consiglio d'Europa, la Corte costituzionale, con sentenza n. 113 del 7 aprile 2011, ha dichiarato incostituzionale «la mancanza un diverso caso di revisione della sentenza o del decreto penale di condanna al fine di conseguire la riapertura del processo, quando ciò sia necessario, ai sensi dell'art. 46, paragrafo 1, della Convenzione europea dei diritti umani, per conformarsi ad una sentenza definitiva della Corte europea dei diritti umani». 
Ci sono state proposte di aggiunte e accoglimenti di revisione in seguito a pronuncia della CEDU.